# The Big Broadcast of 1938
The Big Broadcast of 1938 ist eine US-amerikanische Filmkomödie von Mitchell Leisen aus dem Jahr 1938 mit W. C. Fields in einer Doppelrolle. Das Drehbuch entstand nach einer Erzählung von Frederick Hazlitt Brennan, die von Russel Crouse und Howard Lindsay für das Drehbuch adaptiert wurde.

## Handlung
Der Radiosprecher Buzz Fielding landet im Gefängnis, nachdem er die Alimentenzahlung an seine drei Ex-Frauen Cleo, Grace und Joan eingestellt hat. Seine Freundin Dorothy Wyndham hinterlegt für ihn die Kaution, damit er mit ihr an Bord der S.S. Gigantic gehen kann. Die Gigantic soll ein Rennen gegen das Konkurrenzschiff S.S. Colossal von New York nach Cherbourg austragen.
T. Frothingill Bellows, Eigner der Gigantic, kauft seinem tollpatschigen Bruder S. B. ein Ticket für die Colossal, in der Hoffnung, sein Bruder werde dort für Chaos sorgen. S. B. schafft es jedoch nicht, auf der Colossal einzuschiffen. Eine Golfrunde hält ihn auf und mit einem Kleinflugzeug landet er versehentlich auf der Gigantic. Das Schiff ist mit einer Spezialturbine ausgestattet, doch S. B. schafft es in seiner Tollpatschigkeit, die Turbine zu beschädigen. Die Gigantic fällt hinter der Colossal zurück. Während der Ingenieur Bob Hayes versucht, die Turbine zu reparieren, verliebt er sich in Dorothy. Für weiteres Chaos an Bord sorgt Martha Bellows, Tochter von S. B., die nach dem Untergang ihrer Yacht Hesperus V als Schiffbrüchige gerettet wird.
Buzz kümmert sich in der Zwischenzeit um das Unterhaltungsprogramm des Schiffes und hofft, ebenso wie seine drei Ex-Frauen, die auch an Bord sind, am Preisgewinn beteiligt zu werden. Grace, eine der Ex-Frauen, lenkt die Aufmerksamkeit von S. B. auf sich, der Bob bei seinen Reparaturarbeiten behindert. Cleo, eine andere Ex-Frau, lässt ihre Liebe zu Buzz wieder aufleben. Martha, die ebenso tollpatschige Tochter von S. B., fällt über Bord, wird gerettet und richtet bei ihrer Bergung ein Chaos an.
Schließlich kann die Turbine mit Buzzs Hilfe wieder eingesetzt werden. Die Gigantic nimmt, mit S. B. am Ruder, Fahrt auf und gewinnt um Haaresbreite. Buzz und Cleo sind wieder ein Paar, auch Dorothy und Bob sind zusammen.

## Hintergrund
Die Premiere der Paramount-Produktion fand am 11. Februar 1938 statt.
Musiknummern im Film wurden dem Orchester der New Yorker Metropolitan Opera unter der Leitung von Wilfrid Pelletier mit der norwegischen Sopranistin Kirsten Flagstad, der Gruppe Shep Fields and His Rippling Rhythm und dem mexikanischen Sänger Tito Guízar vorgetragen. Für Bob Hope war es die erste Rolle in einem abendfüllenden Spielfilm, zugleich sang er hier bereits das Lied Thanks for the Memory, welches ihn für den Rest seiner Karriere als eine Art Erkennungsmelodie bei Auftritten begleiten sollte. In kleinen Nebenrollen traten unter anderem Mae Busch, Leonid Kinskey, Irving Bacon und James Craig auf. 
Das Szenenbild des Films wurde von Ernst Fegté und Hans Dreier gestaltet, die Kostüme stammen von Edith Head. Kamera-Effekte wurden von Gordon Jennings geschaffen. Der Film beinhaltet auch einige Cartoon-Szenen, die von Leon Schlesinger produziert wurden. Choreograph der Tanzszenen war LeRoy Prinz.
Mit The Big Broadcast of 1938 endete die Serie der Big-Broadcast-Produktionen der Paramount. Die 1932 gestartete Serie umfasste vier Filme, nämlich neben diesem Film The Big Broadcast (1932), The Big Broadcast of 1936 (1935) und The Big Broadcast of 1937 (1936).

## Kritiken
Frank S. Nugent von der New York Times war vom Resultat der Produktion nicht überzeugt. Er bezeichnete den Film „als Mischmasch voller loser Enden und Fetzen“. Nicht einmal W. C. Fields sei so witzig wie gewöhnlich. Variety hingegen fand den Film originell und reizend mit einem unnachahmlich guten W. C. Fields.

## Auszeichnungen
Der Song Thanks for the Memory, komponiert von Ralph Rainger (Melodie) und Leo Robin (Text) und gesungen von Bob Hope und Shirley Ross, wurde 1939 mit dem Oscar als Bester Song ausgezeichnet. Außerdem gewann er 1989 den ASCAP-Award der American Society of Composers, Authors and Publishers.